# Марк Антистий Лабеон
Марк Анти́стий Лабео́н (лат. Marcus Antistius Labeo; родился, предположительно, около 50 года до н. э. — умер после 6 года) — римский юрист и теоретик права. Основатель классической римской юриспруденции, глава прокулианской «школы». Был женат на Нерации.
Благодаря одному упоминанию в «Пандектах» известно, что его отцом являлся некий Пакувий Лабеон, о котором, впрочем, ничего неизвестно.

## Гражданско-политическая деятельность
Лабеон прославился свободолюбием и приверженностью старым традициям Республики, находясь в оппозиции к императорам Октавиану Августу и его пасынку, Тиберию. В 18 году до н. э., при пересмотре списка сенаторов, он потребовал включить в состав сената бывшего триумвира Лепида и, вопреки желанию принцепса, настоял на своём.
Соперником Антистия был другой знаменитый юрист, Гай Атей Капитон, в отличие от Лабеона, лояльный к порядкам, установленным Августом. В 5 году император назначил Капитона консулом-суффектом несмотря на то, что Лабеон к тому времени являлся старшим преторием (бывшим претором). Позднее и Лабеону была предложена должность консула-суффекта, но тот отказался.
Демонстративно придерживался старых римских обычаев и считал незаконным всё, что им противоречило.
Марк Лабеон был, по словам Капитона, убеждённым республиканцем («чрезмерным и сумасбродным приверженцем республиканского права и свободы») и оказывал иногда прямую оппозицию незаконным, с точки зрения старого права, распоряжениям власти (см. рассказ, приводимый Геллием в «Noct. att.», XIII, 12 и заимствованный им из одной Epistola Капитона).

## Юридическая деятельность
Ученик юриста Требация, изучивший и другие отрасли тогдашней науки, особенно грамматику, логику и философию, интересовавшийся одинаково как частным, так и публичным правом, Лабеон отдался всецело юридической практике, обучению праву и литературным трудам.
Внёс много нового в науку о праве, выведя юридическое знание на уровень других методически и систематически разработанных дисциплин (таких как риторика, геометрия, гармония и др.).
Лабеон — юрист-теоретик, с сильно развитой логической мыслью. Точные и резкие определения юридических отношений, разграничение их от других, систематика — отличительные черты его работ. В своих чисто юридических теориях он является новатором, одним из главных творцов классической системы права, проникнутой началами справедливости и доброй совести и тонкостью приемов «казуального творчества».
На основе учения Аристотеля о вынужденных и добровольных взаимных обязательствах разработал учение о договорах и об обязательствах из неосновательного обогащения. Автор новой классификации сделок.
Он стоял во главе прогрессивной юридической школы прокулианцев и оказал большое влияние на всё последующее развитие римской юриспруденции. Обучению своих многочисленных учеников Лабеон посвящал регулярно шесть месяцев в году. Нажил много врагов, показания которых до сих пор дают материал для несправедливых обвинений его в «доктринёрстве», «политической недальновидности» и «мелочной оппозиции».
Был одним из самых плодовитых писателей: его наследие составляло 400 томов (свитков): «De jure pontificio», «Ad XII tab. commentarii», «Epistolae», «Responsa», «Ad pyaetoris aedictum» и др., отрывки из которых часто приводятся во фрагментах Помпония, Ульпиана, Павла и др. До нашего времени дошли в основном цитаты и пересказы более поздних авторов, таких как Ульпиан, юрист III века, представленные в Дигестах Юстиниана.